# Higinio Fernández
Pour les articles homonymes, voir Fernández.
Fernández  Suárez est un nom espagnol. Le premier nom de famille, en général paternel, est Fernández ; le second, en général maternel, souvent omis, est Suárez.
Higinio Fernández Suárez (né le 6 octobre 1988 à Valdés dans les Asturies en Espagne) est un coureur cycliste espagnol.

## Biographie
À la fin de l'année 2014, son contrat avec l'équipe Ecuador est prolongé d'un an

## Palmarès et classements mondiaux

### Palmarès sur route
- 2007[2]
  - 2e du Mémorial José María Anza
  - 2e de la Klasika Lemoiz
  - 2e du Tour de Palencia
  - 3e du Circuito Sollube
- 2008
  - 2e de la Bizkaiko Bira
  - 2e du Mémorial Jesús Loroño
  - 3e de l'Ereñoko Udala Sari Nagusia
  - 3e du Martin Deunaren Saria
  - 3e de la Klasika Lemoiz
- 2009
  - Trofeo Santiago en Cos
  - Clásica v.c. Al Alto Guadalquivir
  - Classement général du Tour de Palencia
  - 3e du championnat d'Espagne sur route espoirs
  - 3e du Mémorial Ángel Mantecón
- 2010
  - 3e du Circuito Montañés
- 2012
  - Champion des Asturies sur route
  - 3e de la Subida a Urraki
- 2013
  - Vainqueur du Torneo Euskaldun
  - 2e étape du Tour de Navarre
  - Gran Premio San Antonio
  - Dorletako Ama Saria
  - Cronoescalada Coto Bello
  - 2e du Gran Premio San José
  - 2e de la Clásica Ciudad de Torredonjimeno
  - 2e du Bidasoaldeko Saria
  - 2e du Tour de Navarre
  - 3e de la Subida a Urraki
  - 3e du Premio Nuestra Señora de Oro
  - 3e de la Leintz Bailarari Itzulia
  - 3e du Tour de la province de Valence

### Classements mondiaux
| Année           | 2010 |
| --------------- | ---- |
| UCI Europe Tour | 594e |